# Municipio de South Twigg
El municipio de South Twigg (en inglés: South Twigg Township) es un municipio ubicado en el condado de Hamilton en el estado estadounidense de Illinois. En el año 2010 tenía una población de 132 habitantes y una densidad poblacional de 2,76 personas por km².

## Geografía
El municipio de South Twigg se encuentra ubicado en las coordenadas 37°55′52″N 88°32′47″O / 37.93111, -88.54639. Según la Oficina del Censo de los Estados Unidos, el municipio tiene una superficie total de 47.75 km², de la cual 47,63 km² corresponden a tierra firme y (0,24 %) 0,11 km² es agua.

## Demografía
Según el censo de 2010, había 132 personas residiendo en el municipio de South Twigg. La densidad de población era de 2,76 hab./km². De los 132 habitantes, el municipio de South Twigg estaba compuesto por el 97,73 % blancos, el 1,52 % eran asiáticos y el 0,76 % eran de una mezcla de razas. Del total de la población el 2,27 % eran hispanos o latinos de cualquier raza.